# Wolfgang Klein (Journalist)
Wolfgang Klein (* 1946) ist ein deutscher Journalist.
Nach dem Studium an der Universität zu Köln arbeitete Klein seit den frühen 1970er-Jahren als Reporter, Moderator und Redakteur für den Westdeutschen Rundfunk Köln, unter anderem als stellvertretender Leiter des ARD-Studios in Ost-Berlin und als Auslandskorrespondent in Brüssel. Für den Westdeutschen Rundfunk moderierte er auch den Weltspiegel. 1996 wechselte er als Nachrichtenchef zum Privatsender ProSieben. Ab 1998 führte er für Das Erste die Redaktion der politischen Talkshow Sabine Christiansen. Bei tv.nrw moderierte er Zu Gast bei Klein. 2006 kam Klein als Redaktionsleiter der Talksendung Berlin Mitte mit Maybrit Illner zum ZDF. Zum Jahresende 2012 ging er in den Ruhestand.